# 芦苞水闸
芦苞水闸位于中国广东省佛山市三水区北江下游左岸芦苞涌口，建于1923年，1997年7月17日公布为三水市文物保护单位，2006年10月25日列入第四批佛山市文物保护单位。